# Krasnaja Słabada (rejon oktiabrski)
Krasnaja Słabada (biał. Красная Слабада; ros. Красная Слобода, Krasnaja Słoboda; pol. hist. Laskowicka Słoboda) – agromiasteczko na Białorusi, w obwodzie homelskim, w rejonie oktiabrskim, w sielsowiecie Krasnaja Słabada, nad Oressą.

## Historia
W XIX i w początkach XX w. wieś i majątek ziemski należący do Hermanów. Laskowicka Słoboda położona była wówczas w Rosji, w guberni mińskiej, w powiecie bobrujskim, w gminie Laskowicze. Znajdowała się tu wówczas cerkiew prawosławna.
Po I wojnie światowej pod administracją polską, w Zarządzie Cywilnym Ziem Wschodnich, w okręgu mińskim, w powiecie bobrujskim. W wyniku postanowień traktatu ryskiego znalazła się w granicach Związku Sowieckiego. Od 1991 w niepodległej Białorusi.

## Toponimia
Wieś początkowo nosiła nazwę Laskowicka Słoboda (ros. Слобода Лѣсковская, Słoboda Leskowskaja). W polskich źródłach pojawia się także nazwa Słoboda Laskowska.
Następnie nosiła nazwę Hiermanawa Słabada (biał. Ге́рманава Слабада́; ros. Германова Слобода, Giermanowa Słoboda) od nazwiska właścicieli majątku Hermanów. Według części źródeł nazwę zmieniono na obecną w latach 20. XX w., jednak nazwa Германова Слобода pojawia się również na późniejszych mapach z okresu międzywojennego.
Na powojennych mapach występuje także obecna nazwa w zbiałorutenizowanej formie Czyrwonaja Słabada (biał. Чырвоная Слабада; ros. Червоная Слобода, Czerwonaja Słoboda).